# BSD Installer

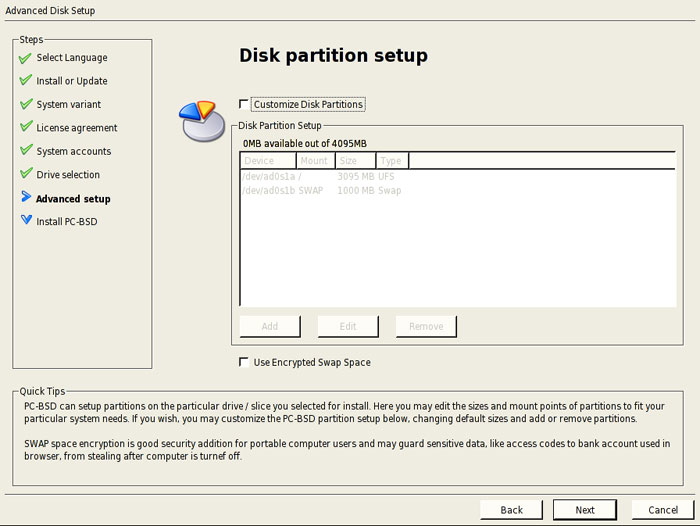
Скриншот программы

BSD Installer — легковесный инструмент для установки и конфигурирования операционных систем семейства BSD. Он содержит лишь базовые интерфейсы, которые можно дополнить интерфейсом пользователя, использующего, к примеру, графические библиотеки Qt или Gtk. Написан на языках Си и Lua.
Изначально использован в пользовательских дистрибутивах, производных от FreeBSD: PC-BSD и DesktopBSD, в дистрибутиве операционной системы DragonFly BSD. Начиная с FreeBSD 9.0 в базовую систему интегрирован модульный инсталлятор BSDInstall, но старый механизм установки — sysinstall — всё ещё доступен для использования, вплоть до десятой версии.